# Johann Christoph Oberdörffer

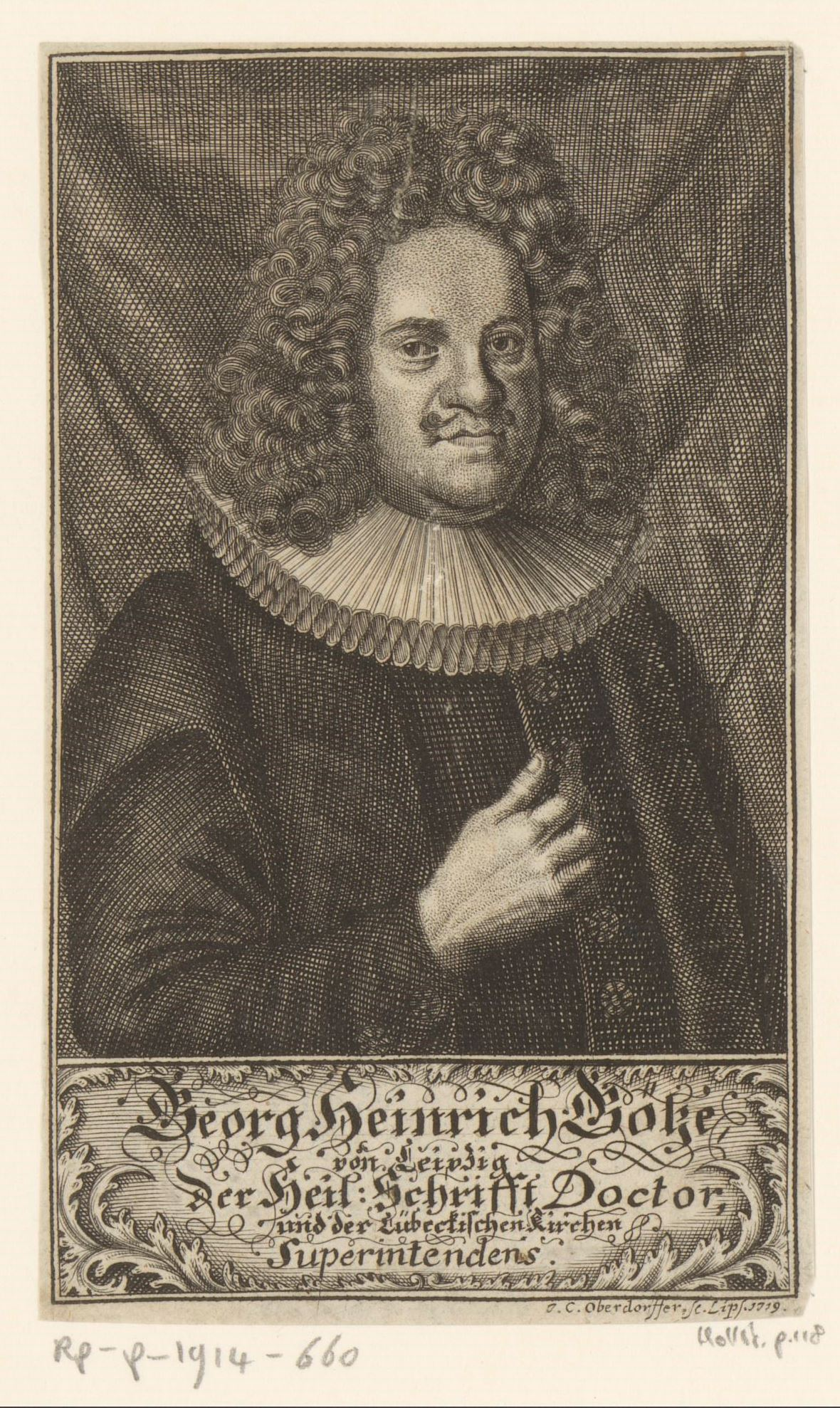
Porträt von Georg Heinrich Götze, gestochen von Johann Christoph Oberdörffer, Porträtdatenbank Franckesche Stiftungen

Johann Christoph Oberdörffer (* 1664 in Augsburg; † 12. August 1724 in Leipzig) war ein deutscher Kupferstecher der Barockzeit.
Für Oberdorffer liegen mindestens seit 1720 in Leipzig Nachweise vor. Er stach nicht nur Porträts zahlreicher Gelehrter und Geistlicher, sondern u. a. auch den Sarg des Herzogs August von Sachsen-Zörbig. Seine Stiche fanden Anwendung als Buchillustrationen, Einblattdrucke, aber auch Medaillenprägungen wie u. a. zu dem Superintendenten Georg Heinrich Götze. Überliefert ist u. a. auch ein Stich Oberdörffers von dem Weimarer Superintendenten Konrad von der Lage. Ebenfalls gibt es ein Stich des Bossischen Gartens vor dem Grimmaischen Thor in Leipzig um 1700, gezeichnet von P. C. Peine. Oberdörffer stach auch das Innere der Leipziger Matthäikirche.